# Scamandra kuchingana
Scamandra kuchingana är en insektsart som beskrevs av Victor Lallemand 1939. Scamandra kuchingana ingår i släktet Scamandra och familjen lyktstritar. Inga underarter finns listade i Catalogue of Life.